# 2012-es Rogers Cup
A 2012-es Rogers Cup (vagy 2012-es Canada Masters) tenisztornát Kanadában rendezték meg, a férfiak versenyét 2012. augusztus 4. és 12. között Torontóban, a nőkét augusztus 4. és 13. között Montréalban. A férfiak számára ATP World Tour Masters 1000 kategóriájú esemény 123. kiadására került sor, a nők 111. alkalommal versenyeztek a 2012-ben Premier 5-ös besorolású tornán.

## Döntők

### Férfi egyes
Novak Đoković –  Richard Gasquet 6–3, 6–2

### Női egyes
Petra Kvitová –  Li Na 7–5, 2–6, 6–3

### Férfi páros
Bob Bryan /  Mike Bryan –  Marcel Granollers /  Marc López 6–1, 4–6, [12–10]

### Női páros
Klaudia Jans-Ignacik /  Kristina Mladenovic –  Nagyja Petrova /  Katarina Srebotnik 7–5, 2–6, [10–7]

## Világranglistapontok
| Eredmény           | Férfi egyes | Férfi páros | Női egyes | Női páros |
| ------------------ | ----------- | ----------- | --------- | --------- |
| Győzelem           | 1000        | 1000        | 900       | 900       |
| Döntő              | 600         | 600         | 620       | 620       |
| Elődöntő           | 360         | 360         | 395       | 395       |
| Negyeddöntő        | 180         | 180         | 225       | 225       |
| 16 között          | 90          | 90          | 125       | 125       |
| 32 között          | 45          | 0           | 70        | 1         |
| 64 között          | 10          | –           | 1         | –         |
| Főtáblára jutás    | 25          | –           | 30        | –         |
| Selejtező (döntő)  | 16          | –           | 20        | –         |
| Selejtező (2. kör) | –           | –           | 12        | –         |
| Selejtező (1. kör) | 0           | –           | 1         | –         |

## Pénzdíjazás
A torna összdíjazása a férfiak számára 3 218 700 dollár, a nőknek 2 168 400 amerikai dollár volt.
| Eredmény           | Férfi egyes | Férfi páros | Női egyes | Női páros |
| ------------------ | ----------- | ----------- | --------- | --------- |
| Győzelem           | 522 550 $   | 155 490 $   | 385 000 $ | 110 000 $ |
| Döntő              | 256 220 $   | 76 120 $    | 193 000 $ | 55 000 $  |
| Elődöntő           | 128 960 $   | 38 180 $    | 96 500 $  | 27 525 $  |
| Negyeddöntő        | 65 575 $    | 19 600 $    | 47 000 $  | 13 850 $  |
| 16 között          | 34 050 $    | 10 130 $    | 22 750 $  | 7000 $    |
| 32 között          | 17 950 $    | 5350 $      | 11 500 $  | 3500 $    |
| 64 között          | 9695 $      | –           | 5950 $    | –         |
| Selejtező (döntő)  | 2145 $      | –           | 2750 $    | –         |
| Selejtező (2. kör) | –           | –           | 1450 $    | –         |
| Selejtező (1. kör) | 1095 $      | –           | 900 $     | –         |